# Brassavola cucullata
Brassavola cucullata är en orkidéart som först beskrevs av Carl von Linné, och fick sitt nu gällande namn av Robert Brown. Brassavola cucullata ingår i släktet Brassavola och familjen orkidéer. Inga underarter finns listade i Catalogue of Life.

## Bildgalleri

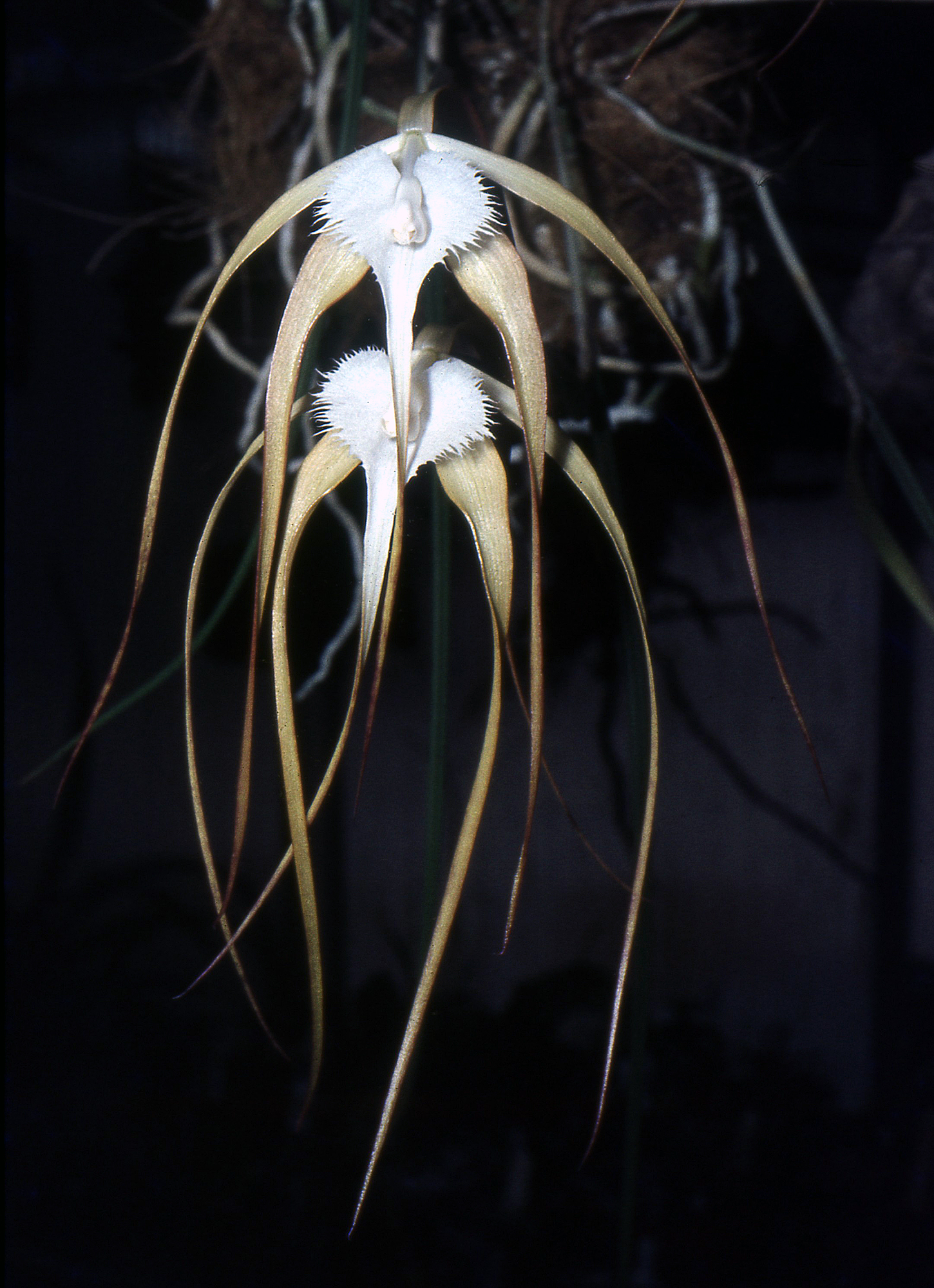
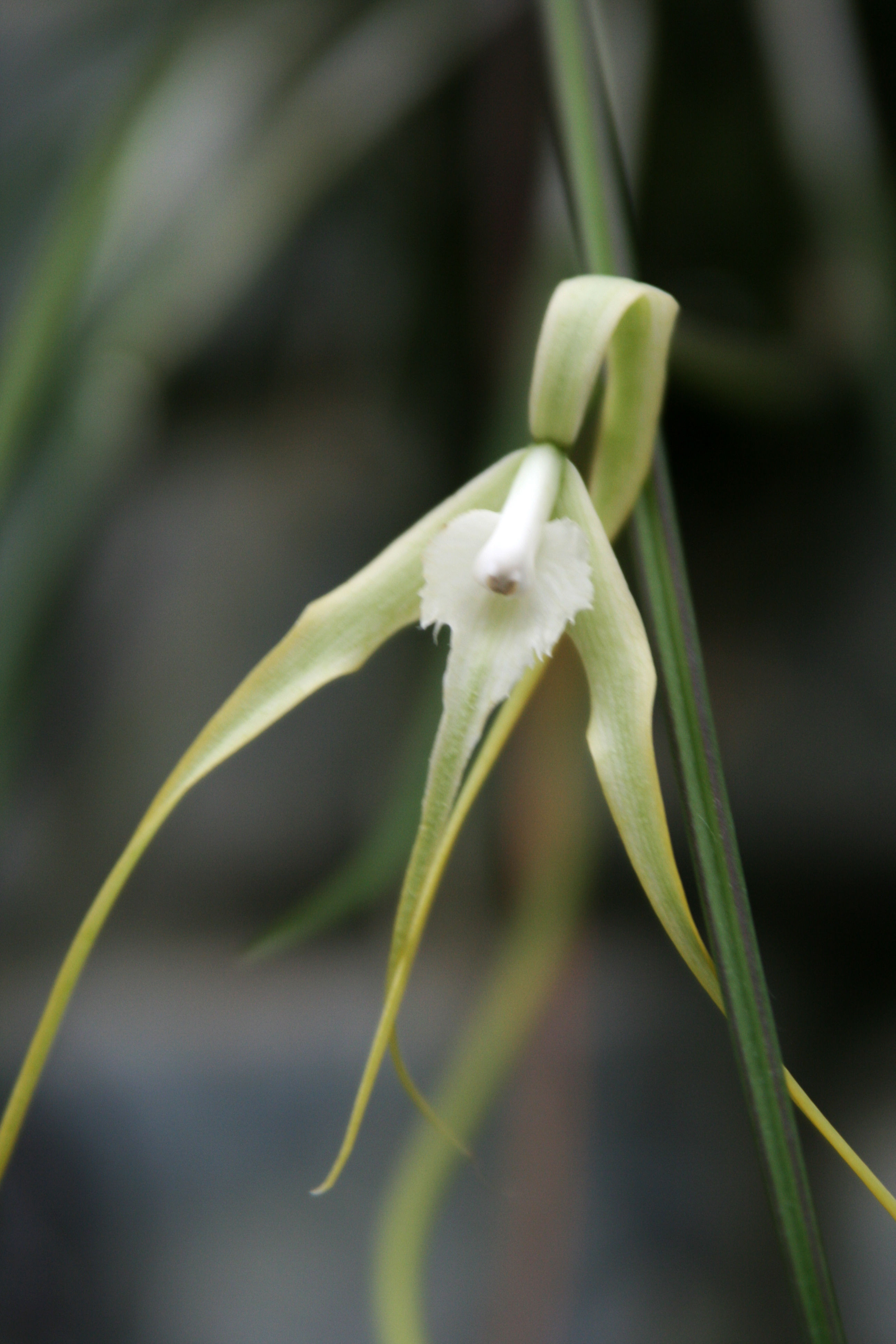
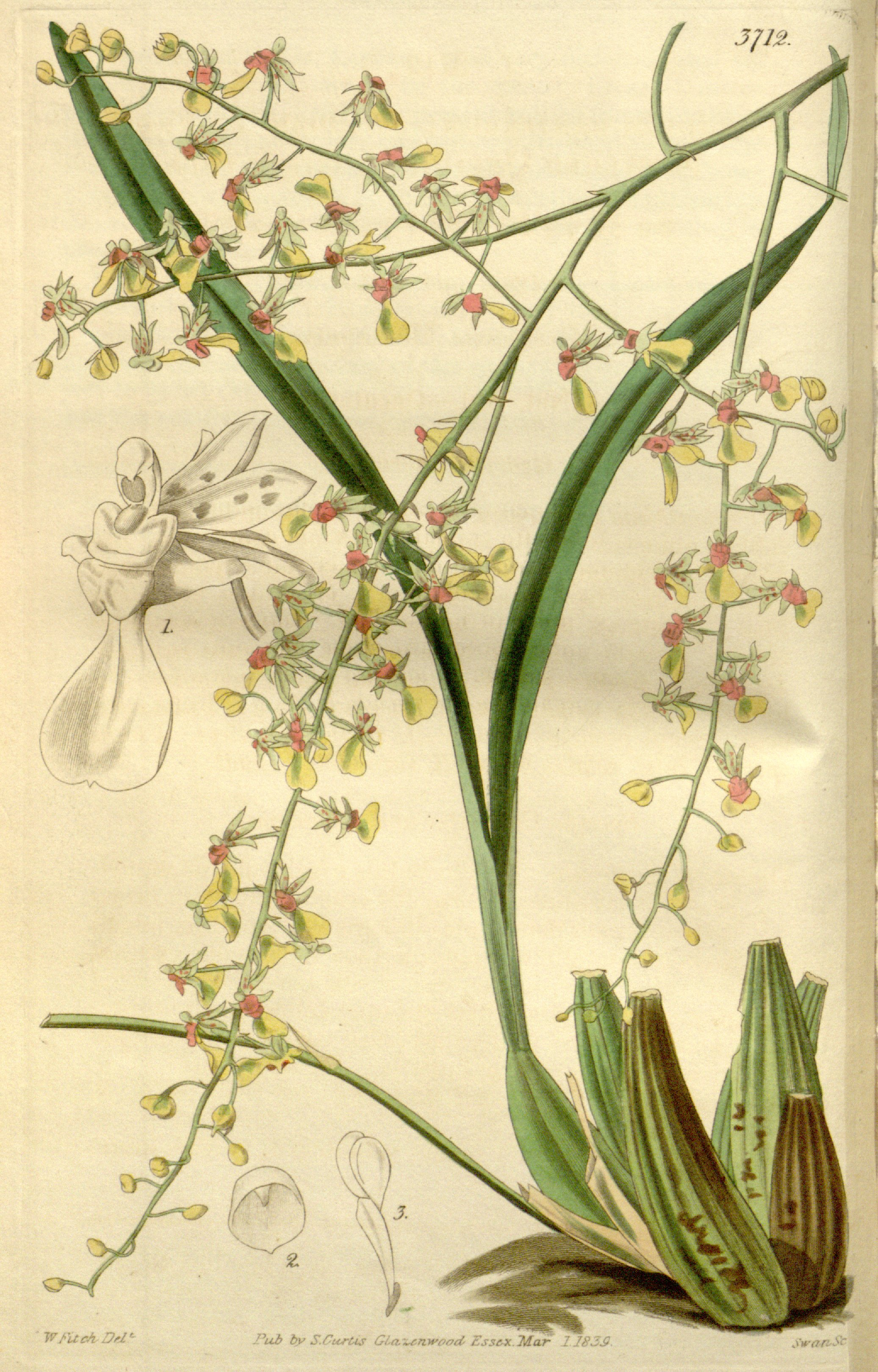
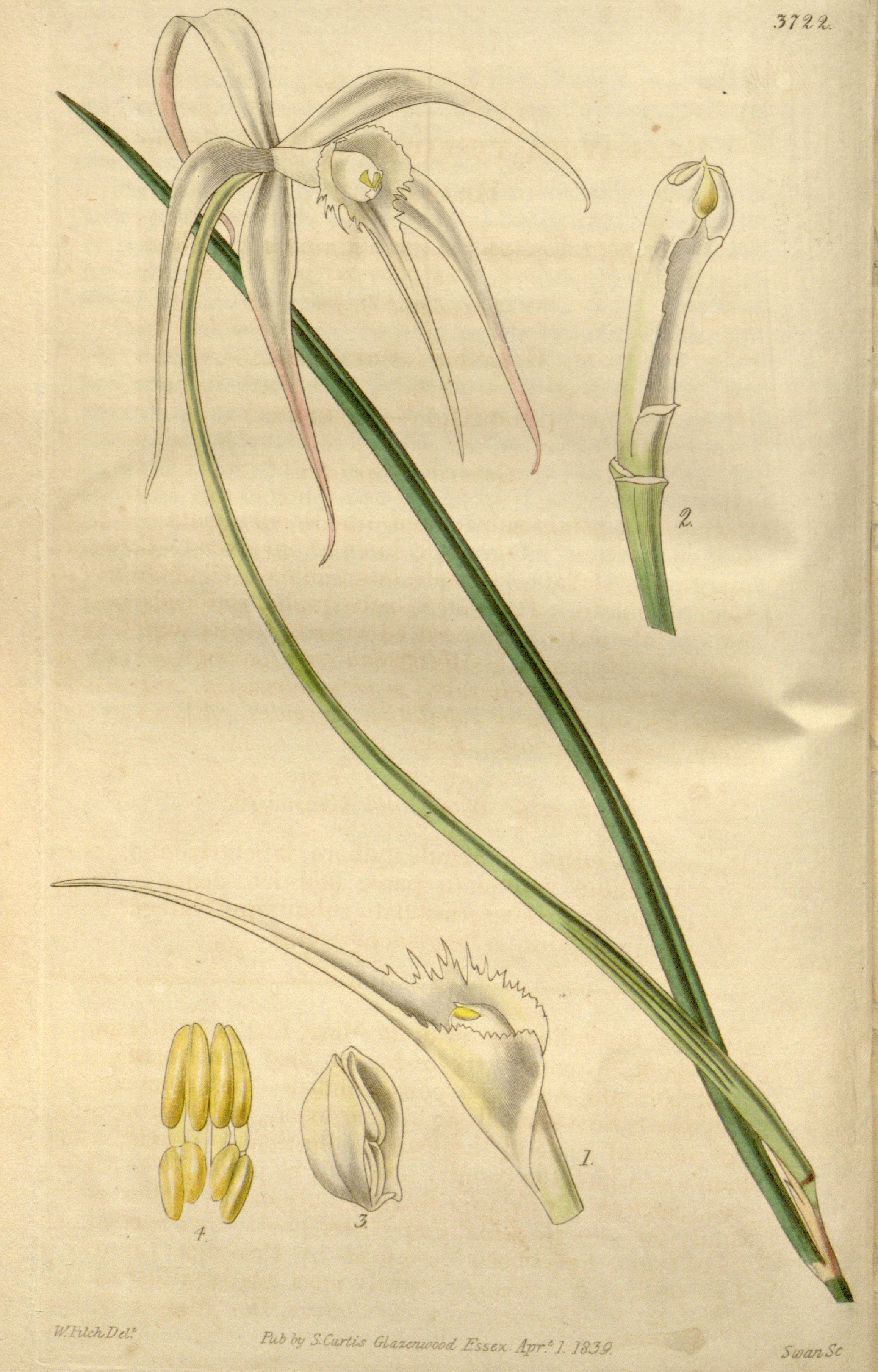